# Fort GW V „Grochowce”

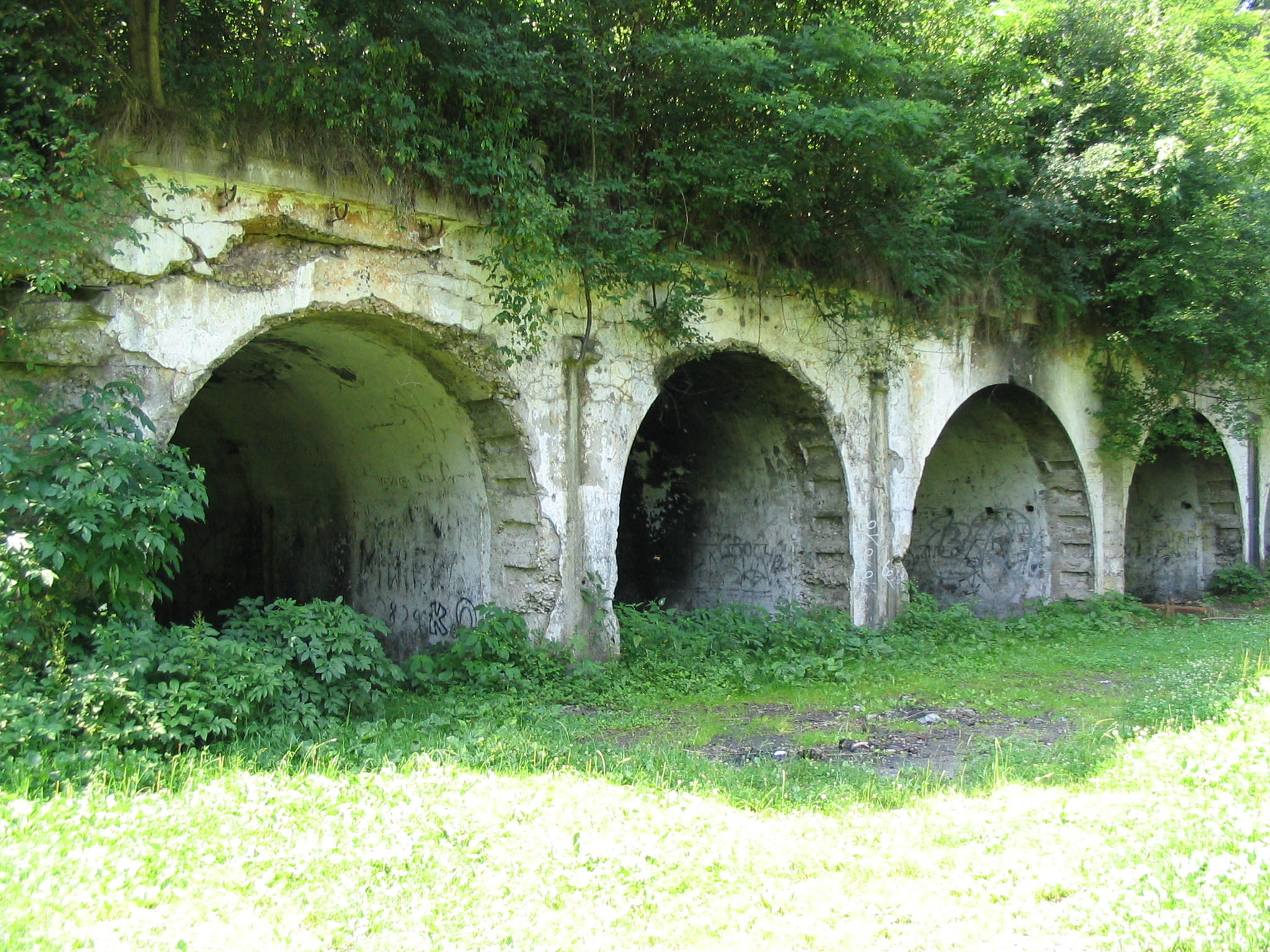
Fort V „Grochowce” dziś

Fort GW V „Grochowce” – jednowałowy fort artyleryjski Twierdzy Przemyśl, o konstrukcji betonowo-murowano-ziemnej, znajdujący się obok miejscowości Grochowce.

## Historia
Zbudowany w latach 1882–1886 jako typowy fort artyleryjski jednowałowy. 
Został częściowo wysadzony w powietrze w 1915, po II oblężeniu Twierdzy Przemyśl. Został częściowo rozebrany w latach 1920–1930. 

## Literatura
- „Zabytki architektury i budownictwa w Polsce. Nr 33. Województwo przemyskie”. Warszawa 1998, ISBN 83-86334-57-6
- T. Idzikowski: Miniprzewodnik Twierdza Przemyśl. Przemyśl 2005. ISBN 83-918937-7-4